# Chiesa di San Biagio (Bellinzona)
La chiesa parrocchiale di San Biagio è un luogo di culto cattolico che si trova a Ravecchia, sobborgo di Bellinzona.

## Storia
La chiesa, che viene citata per la prima volta in documenti storici risalenti al 1237, venne edificata in sostituzione di un precedente edificio religioso.
Intorno al 1360 vennero eseguiti una serie di affreschi in facciata - tra cui un gigantesco San Cristoforo e, nella lunetta, una Madonna con San Pietro e San Biagio - attribuiti al cosiddetto Maestro di San Biagio.
Nel 1433 fu dotata di un organo, il più antico della regione.
Il campanile fu ricostruito nel XV secolo.
Per volere dell'arcivescovo Carlo Borromeo, nel 1583 la chiesa divenne di proprietà dell'erigenda parrocchia di Ravecchia.
Rimaneggiata nel corso dei secoli, la chiesa fu riportata all'aspetto medievale attraverso alcune ristrutturazioni compiute tra il 1912 e il 1914.
Divenne parrocchiale nel 1920.

## Descrizione

### Esterno
La chiesa si presenta con facciata a capanna in pietra a vista, abbellita da affreschi della fine del XIV secolo. Tra di essi, spicca un gigantesco San Cristoforo.

### Interno

#### Arte e architettura
La chiesa ha una pianta a tre navate, ricoperte da un soffitto a travi di legno. Ciascun navata termina con una rispettiva abside, di forma rettangolare. 
Il coro e le cappelle laterali sono sormontati da una volta a crociera.
L'interno è ornato da numerosi affreschi trecenteschi, di scuola lombardo-senese, e quattrocenteschi.
Tra le pitture quattrocentesche che ornano i pilastri delle navate spiccano le raffigurazioni dei santi Agata e Bartolomeo.
Sulla parete nord si trova un olio su tavola di una Madonna con Bambino fra i Santi Biagio e Gerolamo (1520), firmata da un tal Domenicus del Lago di Lugano. Sulla parete opposta, così come su quella orientata ad ovest, trovano posto alcune pietre tombali del XVI secolo.
La chiesa conserva inoltra un'acquasantiera in granito databile ai secoli XVI-XVII.

#### Organo a canne
Nella chiesa si trova l'organo a canne Mascioni opus 1057, costruito nel 1982. A trasmissione integralmente meccanica, ha due tastiere di 58 note ed una pedaliera concavo-radiale di 30. Dispone di 13 registri ed è racchiuso entro una cassa lignea di fattura geometrica, con prospetto in cinque campate.

## Bibliografia

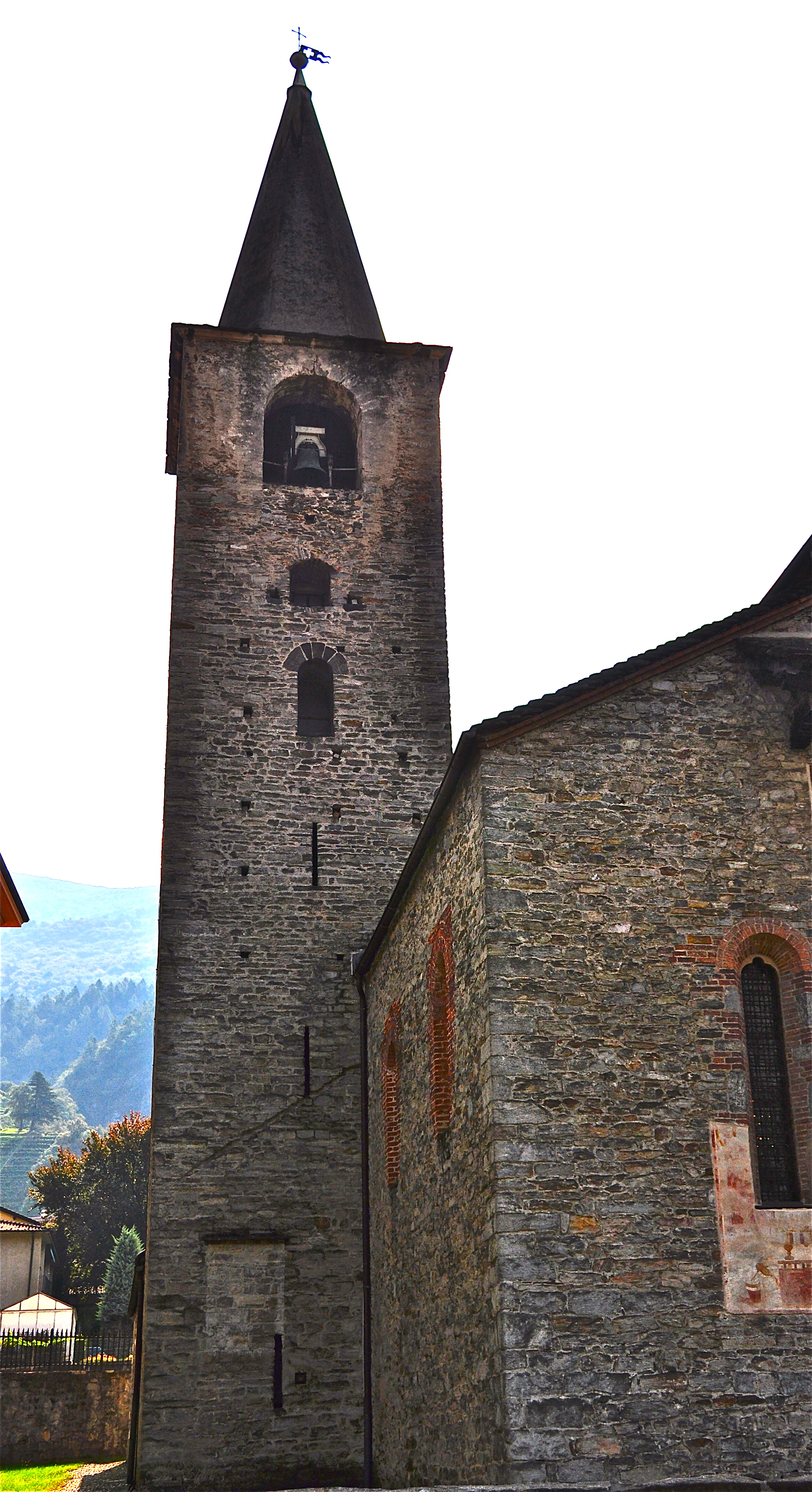
Chiesa di San Biagio: campanile